# 歐陽一敬
歐陽一敬（1528年—1570年），字司直，號柏庵，江西彭泽人。明朝著名言官。

## 生平
嘉靖二十八年（1549年）己酉科江西鄉試第五十九名舉人。嘉靖三十八年（1559年）中式己未科會試第一百九十三名，三甲第九十四名進士。任萧山知县，四十一年十一月考选，授刑科給事中，四十三年二月升本科右，七月遷户科左。敢於彈劾權貴。四十四年六月劾罢禮部尚書董份，四十五年三月升兵科都给事中，論救吏科都給事中胡應嘉，又劾權臣高拱“威制朝绅，专权擅国”，迫使高拱乞休。
嚴嵩倒臺後，言官爭相上疏論事，一敬尤其敢言。隆庆元年（1567年）巡视京营，二年二月升太常寺少卿，給假歸。四年（1570年）四月，高拱復出柄政，一敬當日即辭職歸里，途中憂懼而死。《明史》有傳。

## 家族
曾祖歐陽朝佐；祖父歐陽曜山，壽官；父歐陽舒，母畢氏。具庆下。

## 延伸阅读
[在维基数据编辑]
 《明史卷二百一十五》，出自《明史》